# 郷土の森総合体育館

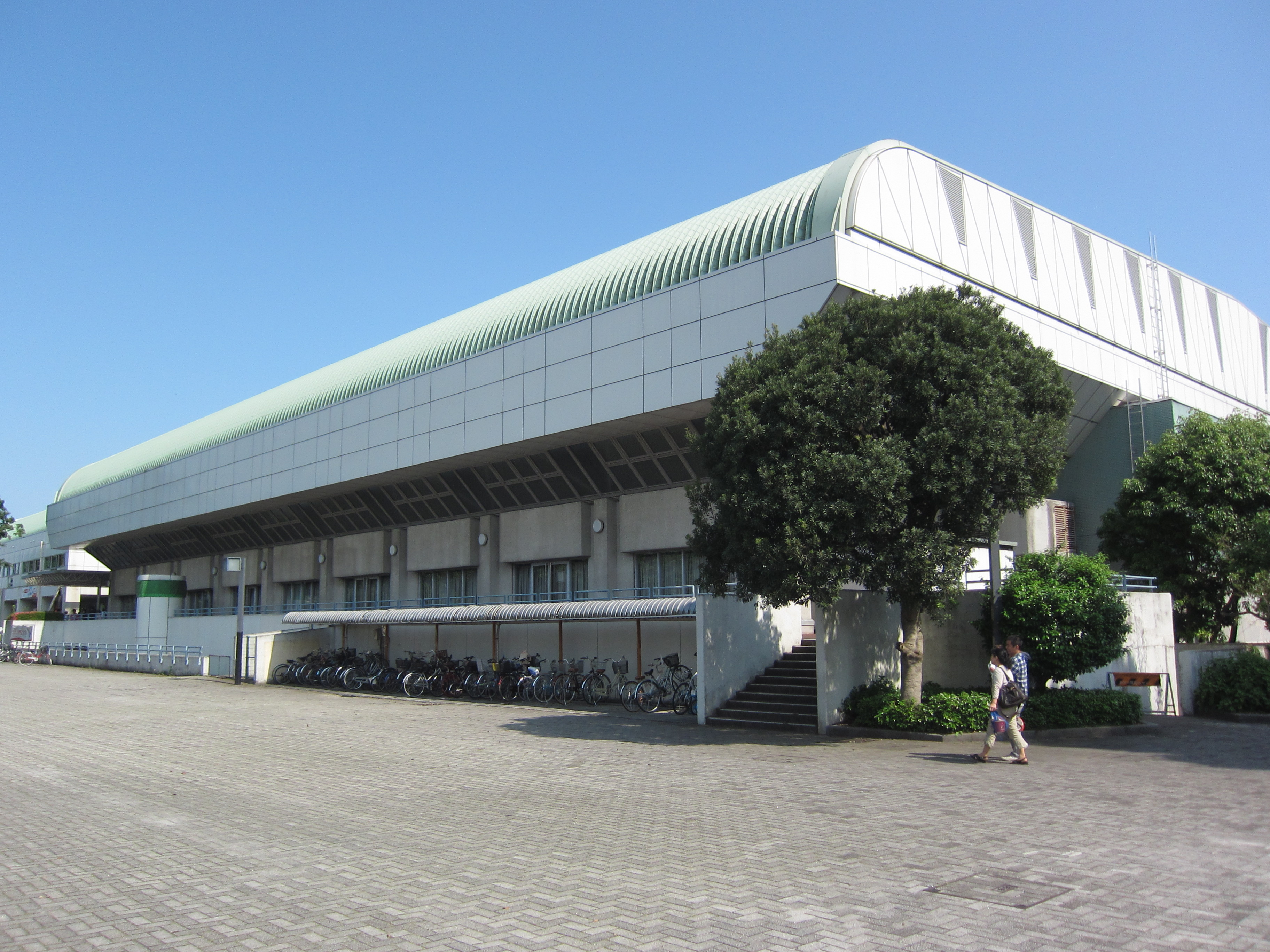
入口側

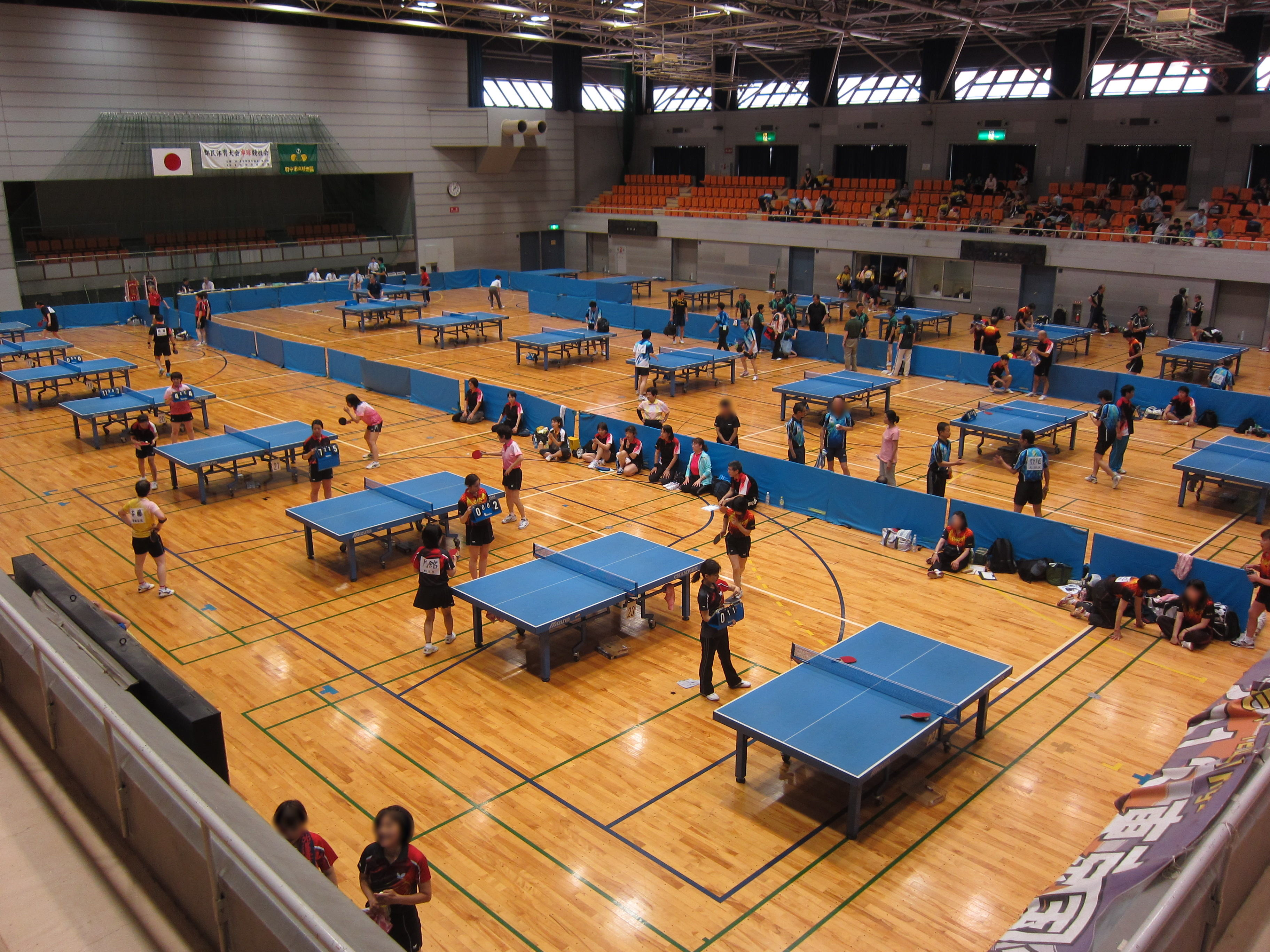
卓球大会の様子

郷土の森総合体育館（きょうどのもりそうごうたいいくかん）は、東京都府中市の府中市郷土の森公園にある屋内スポーツ施設である。正式名称は府中市立総合体育館。

## 概要
1971年6月に府中市民健康センター総合体育館として開館。
1988年に増築工事が進められ、府中市立総合体育館（郷土の森総合体育館）となり現在に至る。

## 施設
- 第1体育館（928席）
  - 卓球24台、バレーボール3面、バドミントン10面、バスケットボール2面、ハンドボール1面
- 第2体育館（127席）
  - 卓球18台、バレーボール2面、バドミントン6面
- トレーニング室
- 第1武道場
  - 柔道ほか
- 第2武道場
  - 剣道ほか
- 弓道場
- 相撲場
- エアーライフル場
- レクリエーションホール
- 卓球場
- 幼児体育室
- スポーツサウナ

## 主な大会・イベント
- 男子バスケットボール・Bリーグに属するアルバルク東京がトヨタ自動車だったNBL時代までホームゲームで使用していた。
- フットサル・Fリーグに属する府中アスレティックFCのホームアリーナであったが、Fリーグが定めるコート基準に満たさないため2022-23シーズンからはホームアリーナ登録が完全に外れ、アリーナ立川立飛に完全移転している。

## 交通アクセス
- 京王電鉄京王線府中駅又は分倍河原駅から郷土の森総合体育館行きバスで終点下車
- ちゅうバス 府中駅/分倍河原駅より（南町・四谷循環 よつや苑西ルート）停留所名 「南町二丁目」/「芝間稲荷神社」
- 徒歩の場合、分倍河原駅および府中本町駅・是政駅からいずれも概ね20分